# Harpalus (genre)
Pour les articles homonymes, voir Harpalus.
Genre
Harpalus est un genre d'Insectes coléoptères prédateurs de la famille des Carabidae, de la sous-famille des Harpalinae dont les adultes ont pour proies principalement les pucerons, les diptères et les larves de coléoptères sur les grandes cultures et les cultures légumières.

## Taxonomie
Le nom valide complet (avec auteur) de ce taxon est Harpalus Latreille, 1802.

### Synonymie
Harpalus a pour synonymes :
- Acardystus Reitter, 1908
- Actephilus Stephens, 1833
- Acthephilus Reitter, 1900
- Actophilus Agassiz, 1846
- Amblystus Motschoulsky, 1864
- Anisochirus Jeannel, 1946
- Artabas Gozis, 1882
- Asmerinx Reitter, 1899
- Baeticoharpalus Serrano & Lencina, 2009
- Bioderus Motschoulsky, 1848
- Brachypangus Tschitschérine, 1898
- Cephalomorphus Tschitscherin, 1897
- Cephalotypsis Tschitscherin, 1901
- Conicus Motschoulsky, 1844
- Cordoharpalus Hatch, 1949
- Crytophonus Brandmayr & Zetto-Brandmayr, 1982
- Empeirus Motschoulsky, 1844
- Epharpalus Jacobson, 1907
- Epiharpalus Reitter, 1900
- Erpeinus Motschoulsky, 1844
- Euharpalops Casey, 1924
- Glanodes Casey, 1914
- Haploharpalus Schauberger, 1926
- Harpalellus Lindroth, 1968
- Harpaleus Billberg, 1820
- Harpalobius Reitter, 1900
- Harpaloderus Reitter, 1900
- Harpalomerus Casey, 1914
- Harpaloxis Reitter, 1900
- Harpaloxys Reitter, 1900
- Holosus Fischer von Waldheim, 1829
- Hypsinephus Bates, 1878
- Lasiarpalus Jacobson, 1907
- Lasioharpalus Reitter, 1900
- Loboharpalus Schauberger, 1932
- Loxophonus Reitter, 1894
- Megapangus Casey, 1914
- Micrarpalus Jacobson, 1907
- Microderus Motschoulsky, 1844
- Microharpalus Tschitscherin, 1901
- Migadophonus Tschitscherin, 1897
- Neoharpalus Mateu, 1954
- Neopangus Tschitscherin, 1898
- Neopardileus Habu, 1954
- Nephoharpalus Huang, Lei, Yan & Hu, 1996
- Ooistus Motschoulsky, 1864
- Opadius Casey, 1914
- Pangus Motschulsky, 1859
- Pardileus Des Gozis, 1882
- Parhalus Jeannel, 1946
- Pharalus Casey, 1914
- Pheuginus Motschoulsky, 1845
- Platus Motschoulsky, 1844
- Plectralidus Casey, 1914
- Proteonus Fischer von Waldheim, 1829
- Pseudoaphonus Chaudoir, 1863
- Pseudophonus Motschoulsky, 1848
- Rapahlus Lucnik, 1922
- Typsarpalus Jacobson, 1907

### Sous-genres
Les sous-genres sont au nombre de cinq :
- Acardystus
- Artabas
- Harpalophonus
- Harpalus
- Licinoderus

## Liste d'espèces

### Espèces rencontrées en Europe

#### Sous-genreAcardystus
- Harpalus flavescens (Piller & Mitterpacher 1783)

#### Sous-genreArtabas
- Harpalus dispar Dejean 1829
  - Harpalus dispar dispar Dejean 1829
  - Harpalus dispar splendens Gebler 1830
- Harpalus petri Tschitschérine 1902
- Harpalus punctatostriatus Dejean 1829
- Harpalus rumelicus Apfelbeck 1904

#### Sous-genreHarpalophonus
- Harpalus circumpunctatus Chaudoir 1846
- Harpalus hospes Sturm 1818
  - Harpalus hospes hospes Sturm 1818
- Harpalus italus Schaum 1860
- Harpalus stevenii Dejean 1829
- Harpalus terrestris (Motschulsky 1844)

#### Sous-genreHarpalus
- Harpalus affinis (Schrank 1781)
- Harpalus akinini Tschitschérine 1895
- Harpalus albanicus Reitter 1900
- Harpalus amplicollis Ménétriés 1848
- Harpalus angulatus Putzeys 1878
  - Harpalus angulatus scytha Tschitschérine 1899
- Harpalus anxius (Duftschmid 1812)
- Harpalus atratus Latreille 1804
- Harpalus attenuatus Stephens 1828
- Harpalus autumnalis (Duftschmid 1812)
- Harpalus bellieri Reiche 1861
- Harpalus brevis Motschulsky 1844
- Harpalus calathoides Motschulsky 1844
- Harpalus cardoni Antoine 1922
- Harpalus caspius (Steven 1806)
- Harpalus cisteloides Motschulsky 1844
  - Harpalus cisteloides cisteloides Motschulsky 1844
  - Harpalus cisteloides hurkai Divoky, Pulpan & Rebl 1990
- Harpalus compressus Motschulsky 1844
- Harpalus contemptus Dejean 1829
- Harpalus cupreus Dejean 1829
  - Harpalus cupreus cupreus Dejean 1829
  - Harpalus cupreus fastuosus Faldermann 1835
- Harpalus cyclogonus Chaudoir 1844
  - Harpalus cyclogonus cyclogonus Chaudoir 1844
- Harpalus danieli Reitter 1900
- Harpalus decipiens Dejean 1829
- Harpalus dimidiatus (P. Rossi 1790)
- Harpalus distinguendus (Duftschmid 1812)
  - Harpalus distinguendus distinguendus (Duftschmid 1812)
- Harpalus ebeninus Heyden 1870
- Harpalus euchlorus Ménétriés 1836
- Harpalus flavicornis Dejean 1829
  - Harpalus flavicornis flavicornis Dejean 1829
- Harpalus foveiger Tschitschérine 1895
- Harpalus froelichii Sturm 1818
- Harpalus fuscicornis Ménétriés 1832
- Harpalus fuscipalpis Sturm 1818
- Harpalus hirtipes (Panzer 1796)
- Harpalus honestus (Duftschmid 1812)
- Harpalus inexpectatus Kataev 1989
- Harpalus karamani Apfelbeck 1902
  - Harpalus karamani hoffmanni Schauberger 1928
  - Harpalus karamani karamani Apfelbeck 1902
- Harpalus kirgisicus (Motschulsky 1844)
- Harpalus laevipes Zetterstedt 1828
- Harpalus lateralis Dejean 1829
- Harpalus latus (Linnaeus 1758)
- Harpalus lethierryi Reiche 1860
  - Harpalus lethierryi aesculans Pantel 1888
- Harpalus luteicornis (Duftschmid 1812)
- Harpalus lutshniki Schauberger 1932
- Harpalus marginellus Dejean 1829
- Harpalus metallinus Ménétriés 1836
- Harpalus microthorax (Motschulsky 1849)
- Harpalus mitridati Pliginski 1915
- Harpalus modestus Dejean 1829
- Harpalus neglectus Audinet-Serville 1821
  - Harpalus neglectus mayeti Verdier, Quezel & Rioux 1951
  - Harpalus neglectus neglectus Audinet-Serville 1821
- Harpalus nevadensis K. Daniel & J. Daniel 1898
- Harpalus nigritarsis C.R. Sahlberg 1827
- Harpalus numidicus Bedel 1893
- Harpalus oblitus Dejean 1829
  - Harpalus oblitus oblitus Dejean 1829
  - Harpalus oblitus patruelis Dejean 1829
- Harpalus oodioides Dejean 1829
- Harpalus optabilis Dejean 1829
- Harpalus picipennis (Duftschmid 1812)
- Harpalus politus Dejean 1829
  - Harpalus politus politus Dejean 1829
- Harpalus polyglyptus Schaum 1862
- Harpalus progrediens Schauberger 1922
- Harpalus pulvinatus Ménétriés 1848
  - Harpalus pulvinatus lubricus Reitter 1900
- Harpalus pumilus Sturm 1818
- Harpalus punctipennis Mulsant 1852
- Harpalus pygmaeus Dejean 1829
- Harpalus rubripes (Duftschmid 1812)
- Harpalus rufipalpis Sturm 1818
  - Harpalus rufipalpis lusitanicus Schatzmayr 1943
  - Harpalus rufipalpis machadoi Jeanne 1970
  - Harpalus rufipalpis montanellus Mateu 1953
  - Harpalus rufipalpis rufipalpis Sturm 1818
  - Harpalus rufipalpis wagneri Schauberger 1926
- Harpalus rufiscapus Gebler 1833
- Harpalus rufitarsoides Schauberger 1934
  - Harpalus rufitarsoides diversipennis Schatzmayr 1943
- Harpalus salinus Dejean 1829
  - Harpalus salinus salinus Dejean 1829
- Harpalus saxicola Dejean 1829
- Harpalus serripes (Quensel in Schönherr 1806)
  - Harpalus serripes serripes (Quensel in Schönherr 1806)
- Harpalus servus (Duftschmid 1812)
- Harpalus siculus Dejean 1829
- Harpalus smaragdinus (Duftschmid 1812)
- Harpalus solitaris Dejean 1829
- Harpalus subcylindricus Dejean 1829
- Harpalus sulphuripes Germar 1824
  - Harpalus sulphuripes goudotii Dejean 1829
  - Harpalus sulphuripes sulphuripes Germar 1824
- Harpalus taciturnus Dejean 1829
- Harpalus tardus (Panzer 1797)
- Harpalus tarsalis Mannerheim 1825
- Harpalus tichonis Jakobson 1907
- Harpalus torridoides Reitter 1900
- Harpalus triseriatus Fleischer 1897
  - Harpalus triseriatus babunensis Mlynar 1979
  - Harpalus triseriatus triseriatus Fleischer 1897
- Harpalus xanthopus Gemminger & Harold 1868
  - Harpalus xanthopus winkleri Schauberger 1923
- Harpalus zabroides Dejean 1829

#### Sous-genreLicinoderus
- Harpalus chobautianus Lutshnik 1922
- Harpalus franzi Mateu 1954

## Espèces fossiles
Il y a aussi 27 espèces fossiles selon Paleobiology Database ou Fossilworks dont trois non éteintes :
- †Harpalus abolitus von Heyden and von Heyden 1866
- Harpalus amputatus Say 1830
- †Harpalus bruckmanni Heer 1862
- †Harpalus conditus Scudder 1900
- †Harpalus constrictus Heer 1862
- †Harpalus deletus Oustalet 1874
- †Harpalus dilatatus Théobald 1937
- †Harpalus excavatus Förster 1891
- †Harpalus lheritieri Piton 1940
- †Harpalus maceratus Wickham 1911
- †Harpalus nero Oustalet 1874
- †Harpalus nitens Heer 1870
- †Harpalus nuperus Scudder 1900
- †Harpalus obtusus Förster 1891
- †Harpalus oustaleti Meunier 1915
- †Harpalus pleistocenicus Lomnicki 1894
- Harpalus pusillus Motschulsky 1850
- †Harpalus redivivus Wickham 1917
- †Harpalus sinis Heer 1847
- †Harpalus stierlini Heer 1862
- †Harpalus stygius Heer 1862
- †Harpalus tabidus Heer 1847
- †Harpalus tardigradus Heer 1862
- †Harpalus ulomaeformis Wickham 1917
- †Harpalus veterum Cockerell 1921
- Harpalus vittatus Gelber 1833
- †Harpalus whitfieldii Scudder 1900

## Galerie

Quelques espèces vivantes du genre Harpalus.
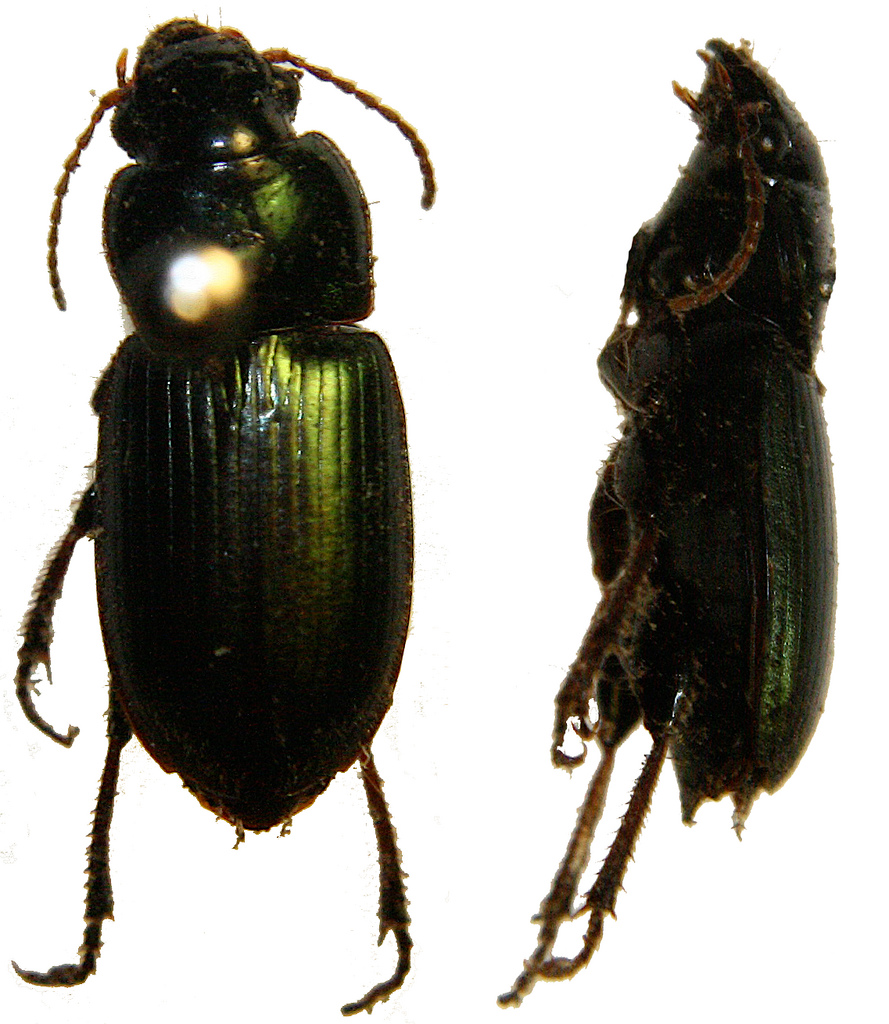
Harpalus affinis.
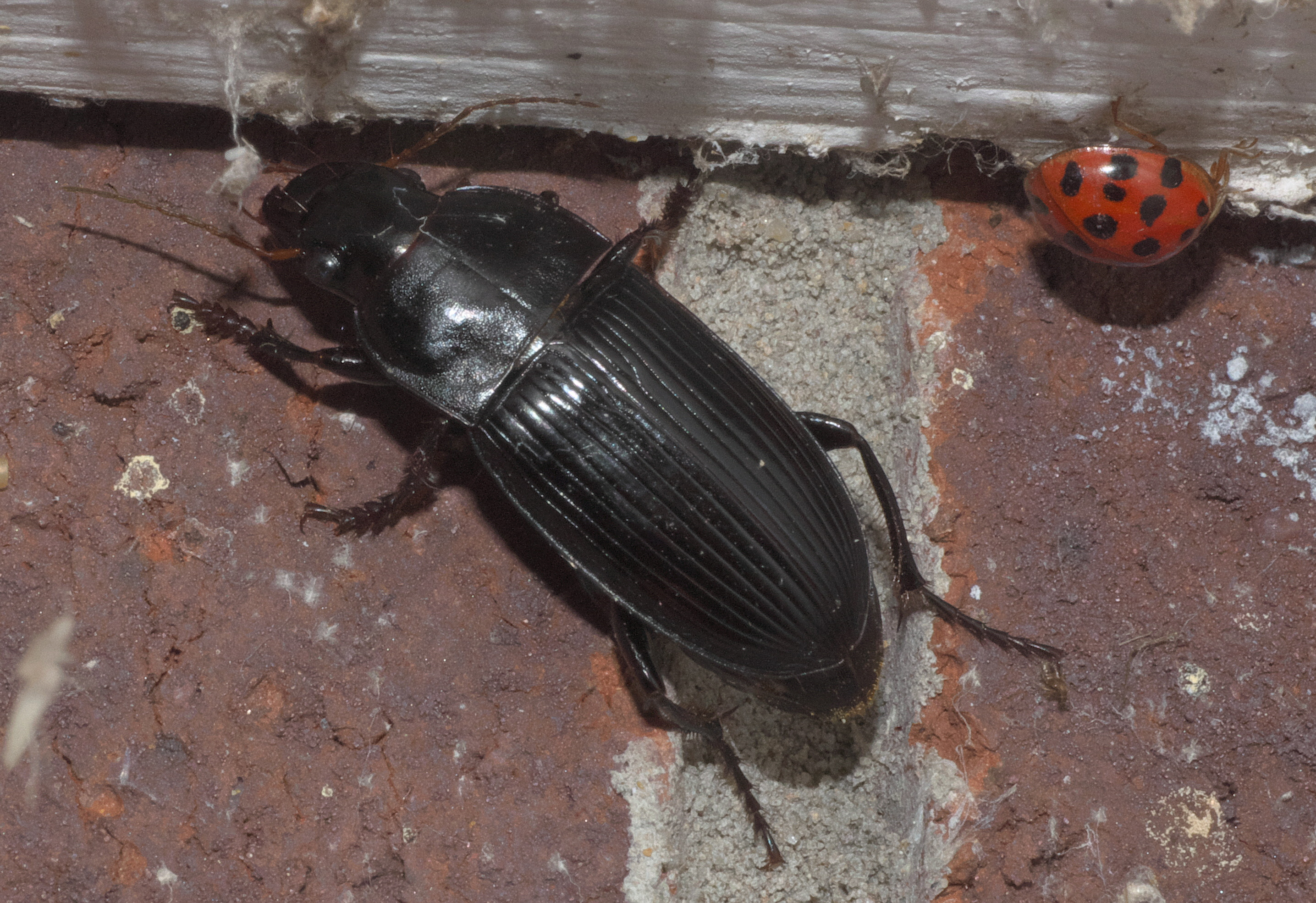
Harpalus caliginosus.
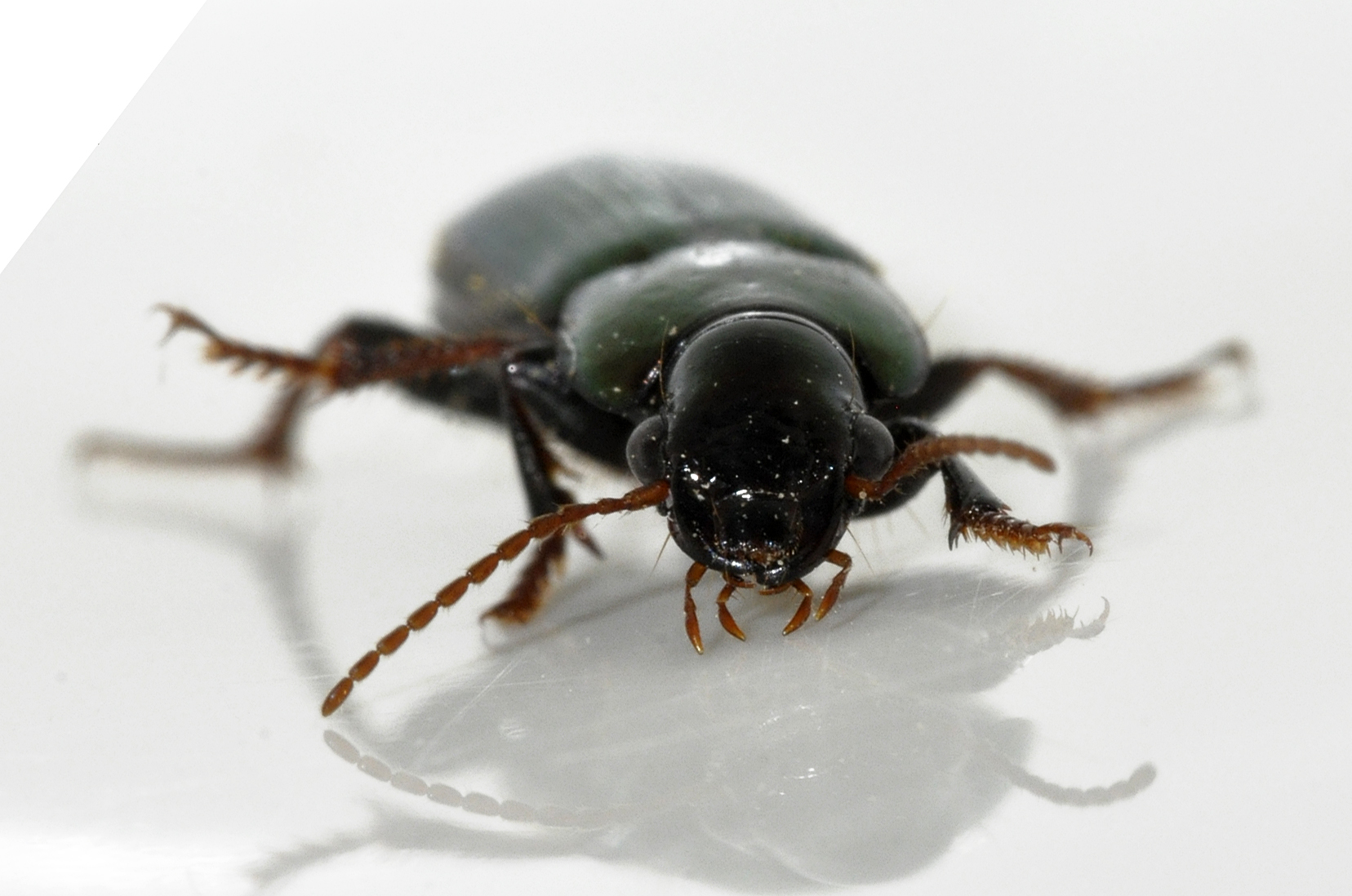
Harpalus distinguendus.
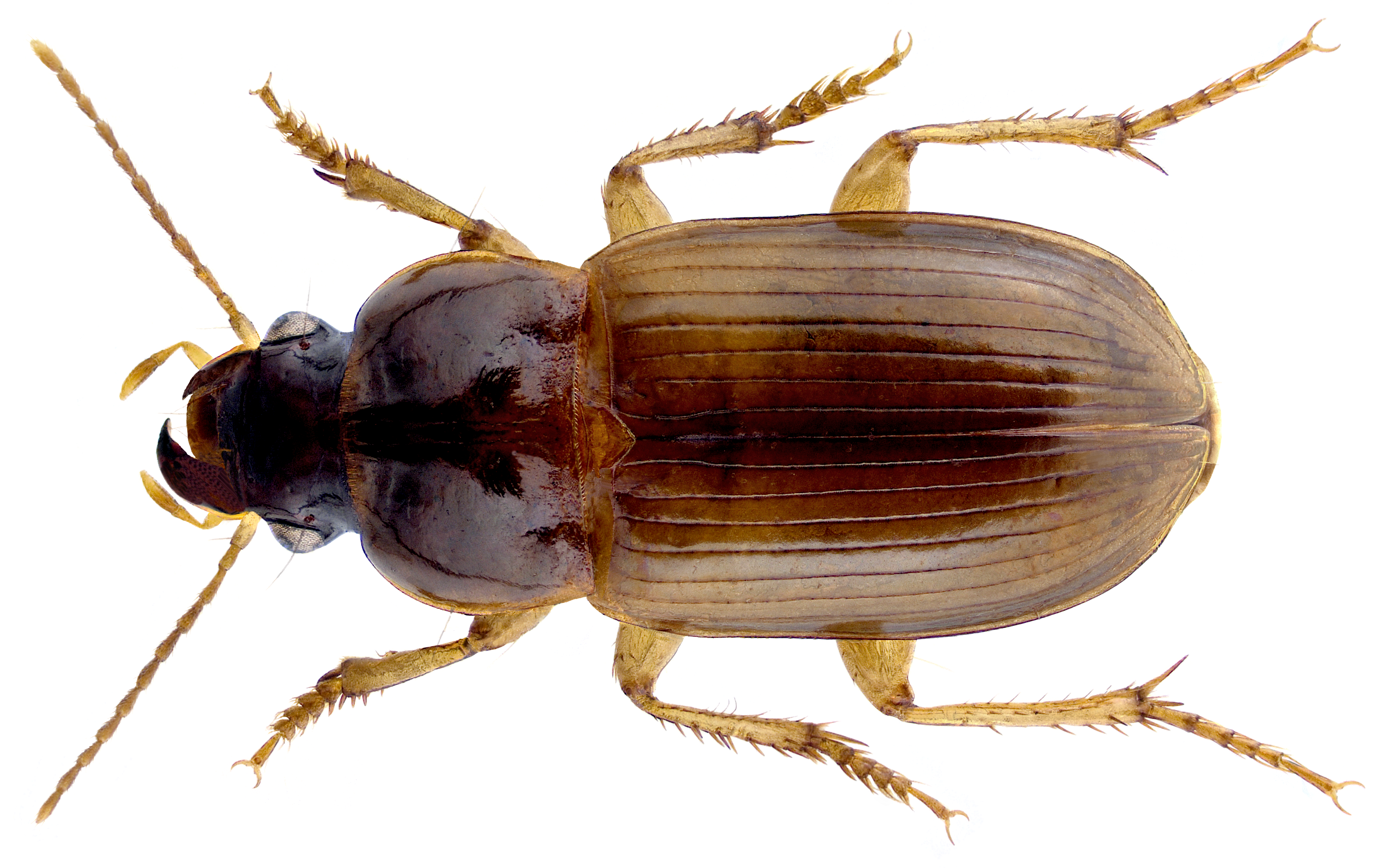
Harpalus parvulus.
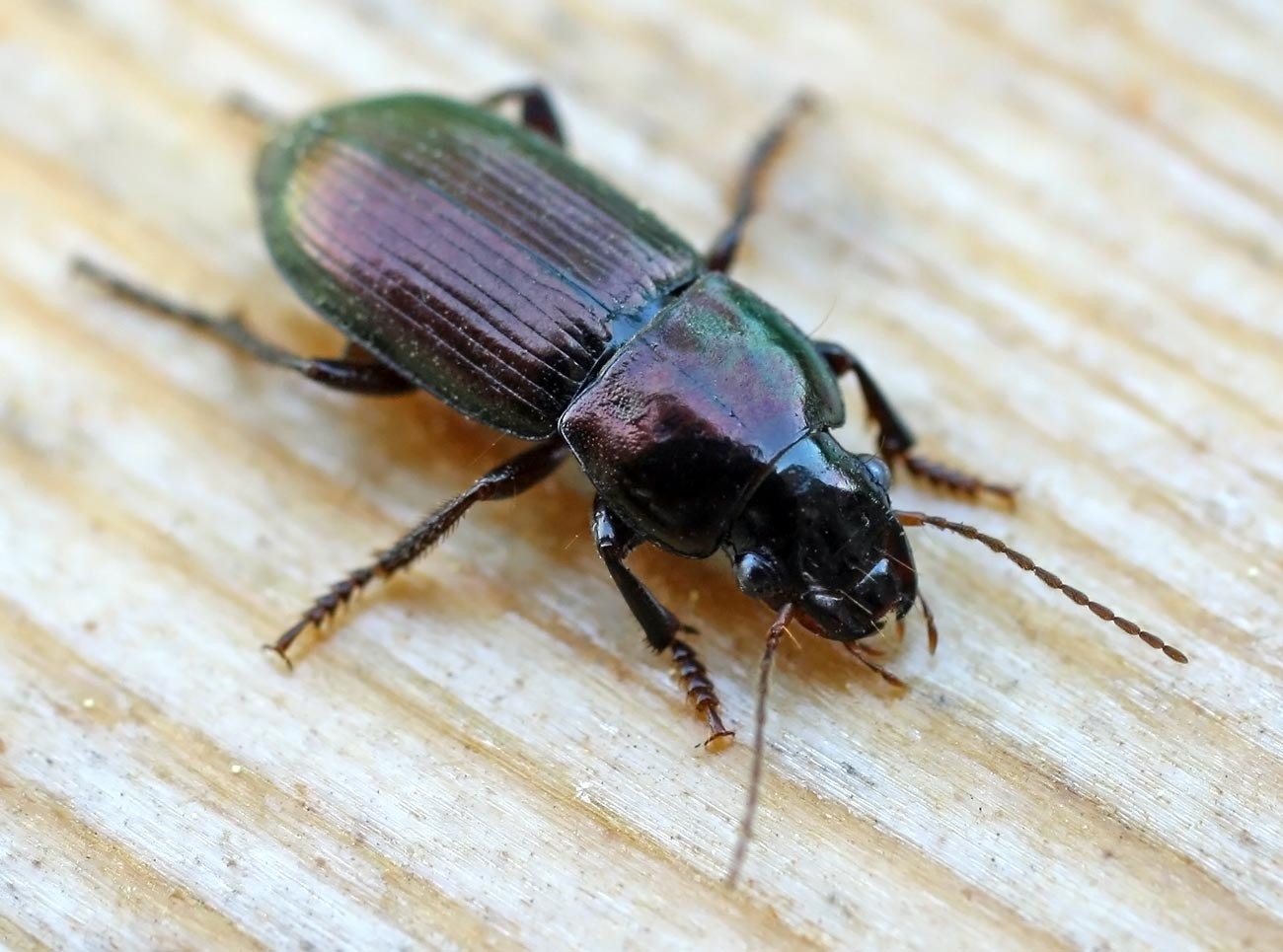
Harpalus tardus.